# Пурихов, Виктор Иванович
Виктор Иванович Пурихов (14 января 1941, Борнуково, Горьковская область — 27 ноября 2024, Нижний Новгород, Нижний Новгород) — скульптор, заслуженный художник Российской Федерации (2004), лауреат премии города Нижнего Новгорода (1998, 2008) и премии генералиссимуса А. В. Суворова.

## Биография
Родился в 1941 году в селе Борнуково Бутурлинского района Горьковской области. По окончании сельской школы работал художником на камнерезной фабрике.
После службы а армии поступил в Абрамцевское художественное училище им. Васнецова, в котором обучался с 1967 по 1971 год. В 1971 году приехал в г. Горький в мастерскую художника — земляка Гусева П. И.
В 1978 году был принят в Союз художников СССР.
Пурихов работал в портретной, монументальной и декоративной пластике. Любимый материал — камень, дерево. Он был участником областных, региональных и Всероссийских художественных выставок.
Его монументальные работы установлены в Нижнем Новгороде и Нижегородской области. Многие произведения находятся в музеях ряда городов России и частных отечественных и зарубежных коллекциях. Состоялись персональные выставки: Нижний Новгород — 1992 и 2001 годы; Бутурлино — 2003 год.
В декабре 2007 года Пурихов стал победителем конкурса на лучший проект памятника основателю Нижнего Новгорода святому князю Георгию Всеволодовичу (бронза). В 2008 году скульптор работал над скульптурой святого Даттатрейи — святого традиции Адвайта для единственного в России монастыря йоги.
Пурихов принимал активное участие в творческой жизни Союза художников. Был председателем секции скульптуры, членом Выставочного комитета, членом областного художественно-экспертного Совета по художественным промыслам министерства культуры, членом художественного Совета городского департамента культуры.
Умер 27 ноября 2024 года в Нижнем Новгороде в возрасте 83 лет.

## Произведения
- Композиция «Дети войны»

Бюст М. А. Балакирева (Нижний Новгород).

Памятник Фёдору Бутурлину, основателю посёлка Бутурлино

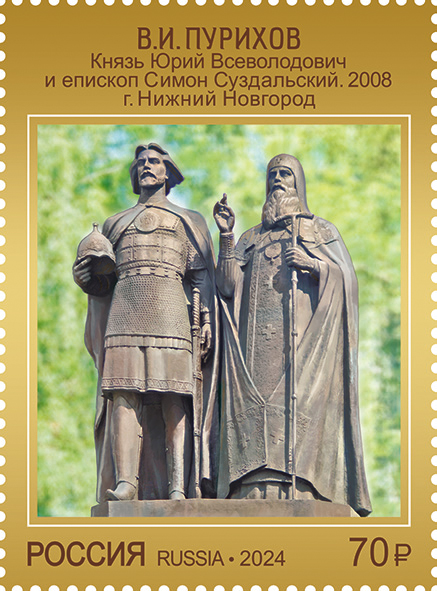
Памятник «Князь Юрий Всеволодович и епископ Симон Суздальский». 2008. г. Нижний Новгород. Марка Почты России, 2024 год

- скульптура «Мать провожающая и мать ожидающая»
- скульптура А. С. Пушкина
- скульптурная композиция «Сад Эдема»
- скульптура Петровского Г. И.
- бюст композитора Балакирева
- памятник герою-моряку Никонову Евгению
- женская фигура «Горькая ягода»
- скульптура «Мария» (вариант «Флора»)
- статуя Гагарина Ю. А.
- бюст Даля В. И.
- бюст Суворова А. В.
- скульптура «Деревенская красавица»
- скульптура «Идущий в пустыне»
- скульптурный портрет Холуева
- скульптурная группа «Влюблённые»
- скульптура Николая II
- скульптура «Утро»
- скульптура «Зима»
- святая равноапостольная Нина
- памятник Александру Невскому
- скульптурный портрет Свиридова А. И.
- скульптурный портрет Героя Социалистического Труда Гогина М. И.
- скульптурный портрет Чугунова И. В.
- скульптурный портрет художника Холуева М. Ф.
- скульптурный портрет Малиновского В. П.
- скульптурный портрет Бутусова А. П.
- скульптура Аникина
- портрет Н. Шевцовой
- скульптура Ева
- скульптура С. М. Окунева, с. Ягубовка
- скульптурный портрет дочери
- памятник маршалу К. К. Рокоссовскому
- памятник Фёдору Бутурлину, пос. Бутурлино[2]

## Награды
- Медаль «В память 850-летия Москвы» (за скульптуру «Мария») (1997)
- Лауреат премии Нижнего Новгорода (1998, 2008)
- Медаль и премия имени генералиссимуса Суворова (2002)
- Лауреат премии Минина и Пожарского (2012)
- Почётный гражданин Бутурлинского района